# Grotte des Excentriques (Meurthe-et-Moselle)
Pour les articles homonymes, voir Grotte des Excentriques et Excentrique.
La grotte des Excentriques est une grotte située sur le territoire de la commune de Pierre-la-Treiche, en rive gauche de la Moselle. C'est la huitième plus grande grotte du département de Meurthe-et-Moselle, pour ce qui est du développement connu, après avoir été rétrogradée d'un rang par le gouffre du Failly,.
Cette grotte faisait partie initialement d'un endokarst situé sous le fond de la vallée de la Moselle ; cet endokarst a été recoupé lorsque la rivière s'est encaissée. Avant sa capture par la Meurthe, la Moselle a participé à la création et à l'élargissement de l'ensemble des grottes puis à leur comblement avec ses alluvions.

## Historique
La grotte des Excentriques a été inventée le 26 mars 1935 par Christian Chambosse, qui l'avait baptisée grotte des Renards. 
Michel Louis et J.-M. Delhotal l'ont redécouverte en avril 1958 et remarquèrent que la grotte avait été parcourue et que des passages avaient été élargis. Ce n'est que plus tard qu'ils la baptisèrent grotte des Excentriques après avoir observé de petites concrétions excentriques sur les parois.

## Classement spéléologique
L'ensemble de la cavité est de classe 1.

## Biologie
F. Herriot a mené une étude globale de la grotte dont une partie est consacrée à l'importante faune cavernicole présente. Jean-Luc Contet-Audonneau y a prélevé plusieurs animaux cavernicoles à l'occasion de son D.E.S. au laboratoire de zoologie de Nancy.